# 1181

## Události
- založen ženský premonstrátský klášter Rosa coeli

## Úmrtí
- 13. března – Šimon III. z Montfortu, hrabě z Évreux (* ?)
- 16. března – Jindřich I. ze Champagne, hrabě ze Champagne (* cca 1126)
- 5. dubna – Ramon Berenguer IV. Provensálský (* asi 1158)
- 30. srpna – Alexandr III., papež (* asi 1105)
- 4. října – Heřman II. Sponheimský, korutanský vévoda (* ?)
- 23. října – Adéla Míšeňská, dánská královna (* ?)
- 3. listopadu – Dětleb, olomoucký biskup (* 1122)
- ? – As-Sálih Ismaíl, damašský sultán (* 1163)

## Hlavy států
- České knížectví – Bedřich (kníže)
- Svatá říše římská – Fridrich I. Barbarossa
- Papež – do 30. srpna Alexandr III., po něm Lucius III.
- Anglické království – Jindřich II. Plantagenet
- Francouzské království – Filip II. August
- Polské knížectví – Kazimír II. Spravedlivý
- Uherské království – Béla III.
- Sicilské království – Vilém II. Dobrý
- Kastilské království – Alfonso VIII. Kastilský
- Rakouské vévodství – Leopold V. Babenberský
- Skotské království – Vilém Lev
- Byzantská říše – Alexios II. Komnenos